# Баланеску, Александр
Александр Баланеску (исходно Александру Бэлэнеску — рум. Alexandru Bălănescu; род. 11 июня 1954, Бухарест) — американский скрипач румынского происхождения.
С детских лет учился у ведущих музыкальных педагогов Бухареста — Долли Корицер, Карапета Авакяна и Штефана Георгиу. Вместе с родителями в 1969 году уехал из Румынии в Израиль, где после воинской службы учился в Академии музыки и танца имени Рубина в Иерусалиме, затем в Trinity College of Music в Лондоне и, наконец, в нью-Йоркской Джульярдской школе (у Дороти Делэй).
В 1983—1985 годах играл вторую скрипку в Квартете Ардитти, после ухода из которого создал собственный «Квартет Баланеску», двинувшийся от сверхсложной в техническом и концептуальном отношении музыки, на которой специализировался Ардитти, к более доступным, хотя и не лишённым концептуальной остроты произведениям — в частности, к музыке Майкла Наймана. Баланеску исполнял скрипичные партии в музыке Наймана к большинству фильмов Питера Гринуэя, от «Контракта рисовальщика» (1982) до «Книг Просперо» (1991).
Написал музыку к 14 фильмам. Появился на экране в документальном фильме «I'll Stake My Cremona to a Jew's Trump» (1986).

Всё, что нужно знать об Александре Баланеску простому смертному, написано прямо на его широкой, скуластой физиономии: Баланеску — цыган, готовый герой для фильмов Эмира Кустурицы, человек, в котором всамделишная широта души уживается с исключительной ловкостью рук. В его интерпретации что классика электропопа, что румынский песенный фольклор неизбежно оборачиваются цыганочкой с выходом: звенят монеты, льется вино, скрипка плачет навзрыд, и для полного счастья не хватает разве что цепного медведя. — Лев Ганкин. Афиша.ру 

## Выступления в России
- 7 декабря 2006 года «Квартет Баланеску» дал концерт в Санкт-Петербурге в театре имени В.Ф.Комиссаржевской
- 25 сентября 2009 года Александр Баланеску выступал в Москве совместно с джазовой аккордеонисткой и певицей Эвелиной Петровой.